# إدارة الحقوق الرقمية
إدارة الحقوق الرقمية (بالإنجليزية: Digital Rights Management) أو DRM هو نظام يقيد عرض أو تشغيل المواد الرقمية من وإلى الحاسوب أو أجهزة تشغيل الموسيقى والأفلام. تستخدم هذه التقنية العديد من الشركات الكبرى مثل أبل، ومايكروسوفت، وسوني وبي بي سي وشركات أخرى.
يمنع هذا النظام المستخدم من الوصول إلى الوسائط الرقمية أو نسخها، تعديلها أو تحويلها إلى صيغ أخرى، على الرغم من أن الكثير من الدول مثل الولايات المتحدة تسمح بالقيام بذلك تحت شروط معينة. تنتقد عدة منظمات معروفة هذه التقنية. العديد من التقنيات المستخدمة في هذا النظام تم كسرها من قبل بعض الأفراد، مما يتيح للمستخدم إمكانية القيام بعمل نسخة من المادة.
بعض المنظمات مثل منظمة البرمجيات الحرة تعارض هذا النظام وتسميه «إدارة القيود الرقمية» أو digital restrictions management
النظام الذي تستخدمه أبل يدعى FairPlay، بينما تستخدم مايكروسوفت نظامًا اسمه Windows Media DRM.

## تقنيات

### إدارة الحقوق الرقميةوHTML
قامت رابطة الشبكة العالمية (بالإنجليزية: W3C) بإدراج DRM في المعيار الجديد للHTML5 متحججة بأن هذه التكنولوجيا موجودة أصلا في الشبكة وعدم إدراجها يعنى إقصاء جزء لا يستهان به من الشبكة رغم ان الكثير من منظمات المحتوى الحر والبرمجيات الحرة عارضت هذا الإدراج فان الرابطة مصرة على إدراجه.

## تفعيلات التثبيت المحدودة

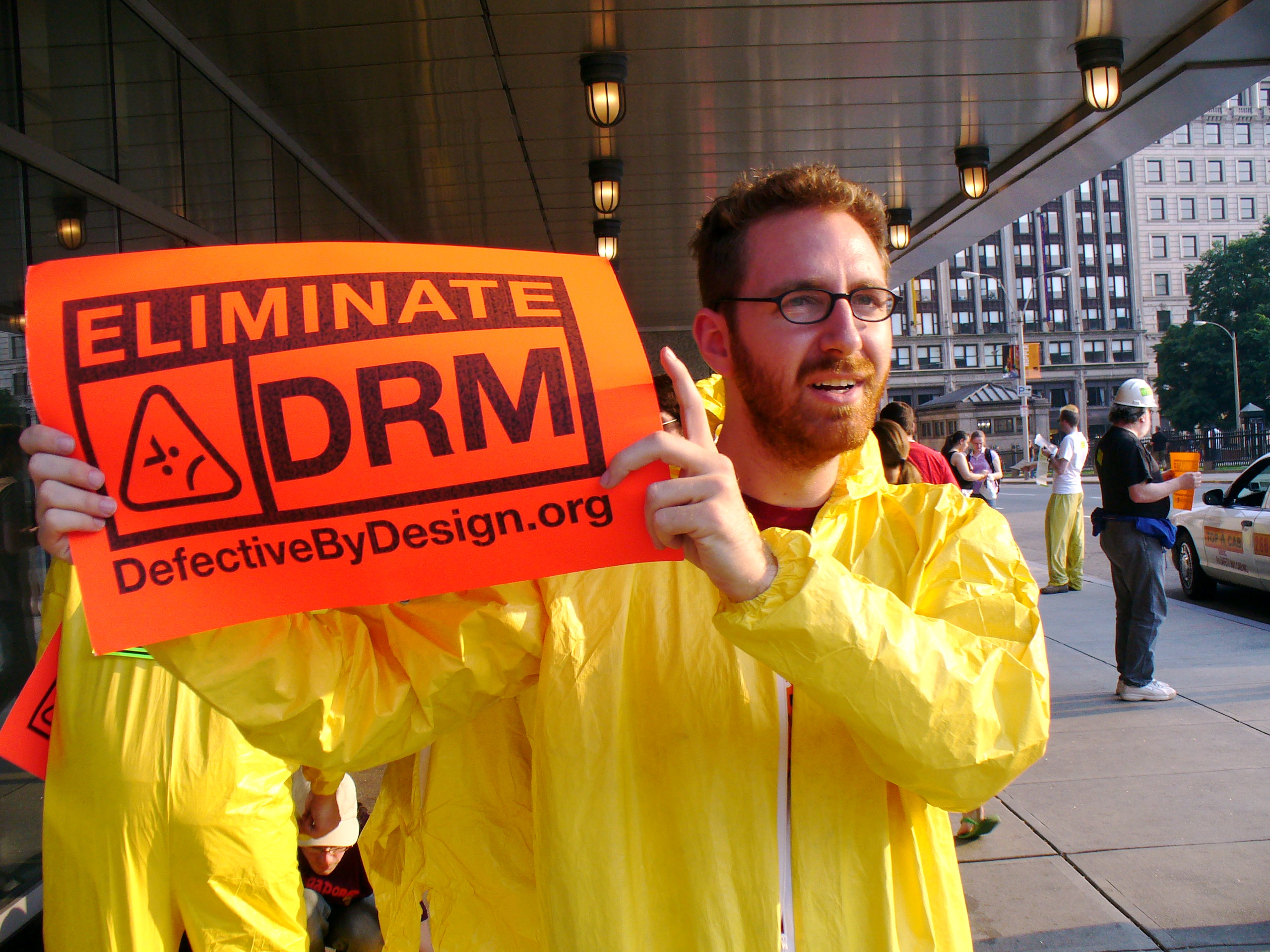
رجل يتظاهر ضد إدارة الحقوق الرقمية

تستعمل ألعاب الكمبيوتر أحيانا تقنيات «إدارة الحقوق الرقمية» للحد من عدد الأنطمة التي يمكن للعبة أن تُثَبَّت فيها من خلال طلب تصريح عبر خادم إنترنت، معظم الألعاب التي تستعمل هذا القيد تسمح بتثبيتها لثلاث أو خمس مرات، على الرغم من أن بعضها يسمح بخاصية «الاستعادة» بعد إلغاء التثبيت.
في منتصف عام 2008، إطلاق لعبة MASS EFFECT سجّل بداية موجة من العناوين حول استخدام SecuROM التابع لـDRM والذي يتطلب تصريحا عبر خادم إنترنت. مهما يكن ألعاب أخرى في القائمة مثل كول أوف ديوتي 4: مودرن وورفير، Assassin's Cree وكرايسس تستعمل SafeDisc DRM، والذي يسمح بعدد لا محدود من التثبيتات ولا يتطلب تسجيلا عبر الإنترنت، بالإضافة إلى أن بعض الألعاب تستعمل DRM يتسم بالتطفل الزائد. ألعاب مثل ماس إفكت وبايوشوك، كرايسس وار هيد لا تندرج ضمن القائمة.
- التفعيل عبر الإنترنت (بوتيرة مستمرة)

واصلت العديد من شركات تصنيع الألعاب الاعتماد على تقنية «إدارة الحقوق الرقمية DRM» طوال منتصف 2008 إلى أوائل 2009 منها شركة Electronic Arts, Ubisoft و Atari، اتجهت شركة يوبيسوفت إلى استعمال الـDRM في أواخر عام 2008 مع إصدار لعبة برنس أوف برشيا كتجربة لاختبار «مدى صدقية المستهلكين»، ذلك أن الـDRM كان يحرضهم على قرصنة نسخ الألعاب.